# Boquete (cidade)
Boquete é uma pequena cidade no Panamá. Ele está localizado na região mais ocidental da Província de Chiriquí, a cerca de 60 quilômetros (37 mi) da fronteira com a Costa Rica. Por causa de sua elevação, a 1.200 metros acima do nível do mar, seu clima é mais frio do que no litoral. A sua localização cênica, a temperatura e o ambiente natural a torna popular com os Panamenhos e atrai turistas de todo o mundo.

## História

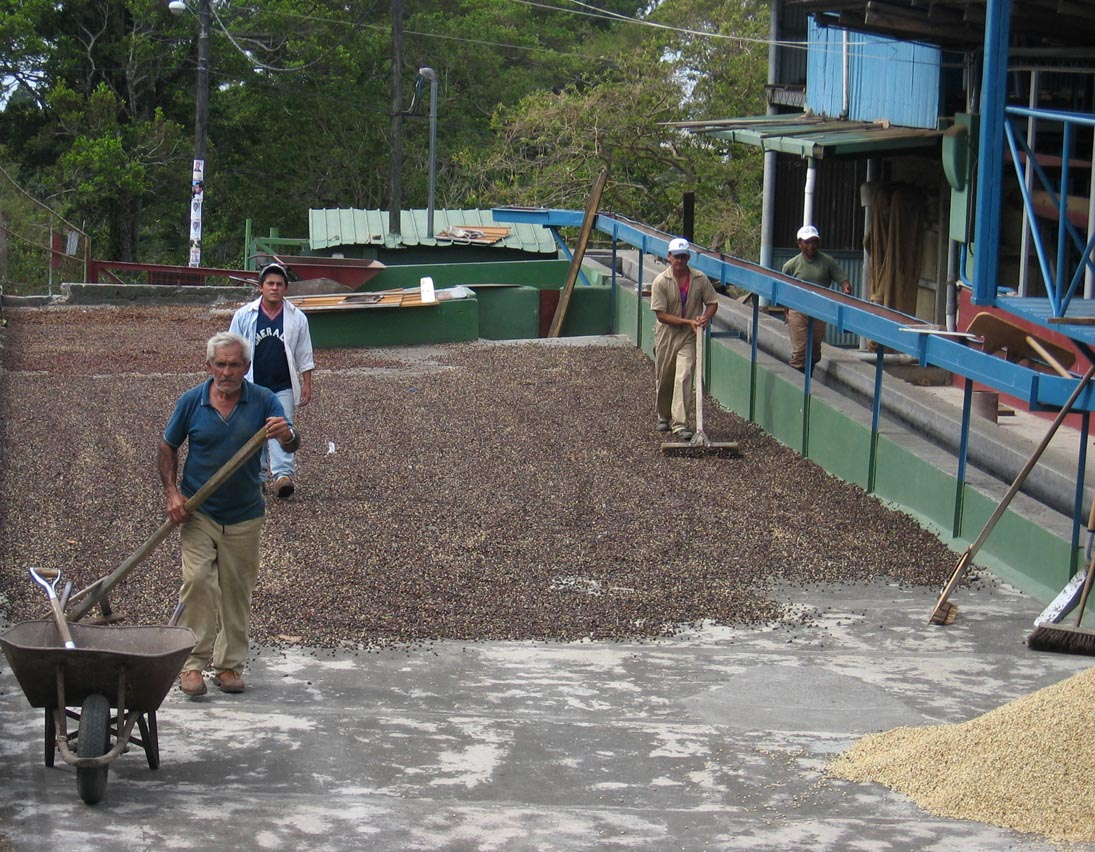
Tradicional secagem de café no Alto Boquete

Em espanhol, a palavra Boquete significa 'abertura'. Os agricultores fixaram-se a região perto do final do século XIX. Durante o início do século XX, várias aldeias tinha sido criadas: Lino, Quiel, Baixo Mono, de Los Naranjos, e Baixo Boquete, que agora é o cidade central do distrito.
Boquete foi fundada em 11 de abril de 1911. Inicialmente, a cede do distrito, era Lino, mas foi mudada, logo depois para o Baixo Boquete. Por muitos anos, o distrito tinha três (municípios): Baixo Boquete, Caldeira, e Palmira. Em 1998, o de Alto Boquete, Jaramillo, e o Los Naranjos foram criados.
Além do turismo, sua principal indústria continua a ser a agricultura, especialmente o cultivo de café, feijão. Boquete ficou conhecida pelo seu café, considerado entre os melhores do mundo.